# Río Pinquina
Der Río Pinquina ist ein etwa 140 km langer linker Nebenfluss des Río Pinquen in Südost-Peru in der Region Madre de Dios. Der Flusslauf befindet sich im Distrikt Manu der Provinz Manu.

## Flusslauf
Der Río Pinquina entspringt in einem vorandinen Höhenkamm der peruanischen Ostkordillere auf einer Höhe von etwa 1600 m. Der Río Pinquina fließt anfangs 8 km nach Nordwesten und durchschneidet im Anschluss einen Höhenkamm in nordnordöstlicher Richtung. Danach durchquert er eine vorandine Hügelzone am Rande des Amazonastieflands. Er fließt dabei zwischen den Flusskilometern 120 und 95 in Richtung Ostnordost. Danach wendet er sich bis Flusskilometer 60 nach Südosten. Im Unterlauf fließt der Río Pinquina in Richtung Ostsüdost und trifft schließlich auf den von Süden kommenden Río Pinquen. Bei Flusskilometer 39 trifft ein größerer Nebenfluss von rechts auf den Río Pinquina.

## Einzugsgebiet
Der Río Pinquina entwässert ein Areal von etwa 970 km² am Rande der peruanischen Ostkordillere. Das Einzugsgebiet des Río Pinquina liegt innerhalb des Nationalparks Manú. Es grenzt im Osten und im Südosten an das des oberstrom gelegenen Río Pinquen, im Südwesten an das des Río Porotoa, im Westen und im Nordwesten an das des oberstrom gelegenen Río Manú sowie im Nordosten an das des unterstrom gelegenen Río Pinquen.